# Вернер, Ханнелора
Ханнелора Вернер (нем. Hannelore Werner; род. 17 января 1942, Хюрт-Хермюльхайм, Германия) — немецкая автогонщица. Стала известна в Германии благодаря своим успехам и старту в Формуле-2 в 1960-х и начале 1970-х годов.

## Карьера

### Кузовные гонки и GT
Ханнелора Вернер обучалась на зубного техника, она пришла в профессиональный автоспорт в начале 1960-х годов. В своих первых гонках участвовала на автомобилях Auto Union. В 1962 году стартовала в Международной гонке DKW Silberschild Race на Нюрбургринге-Зюдшляйфе на автомобиле Auto Union 1000 S и заняла пятое место в своей стартовой группе.
С сезонов 1963 по 1965 годов, а затем в сезонах 1968 и 1970 годов участвовала в чемпионате мира по гонкам на спорткарах. Первые несколько лет выступала на машинах DKW Junior, затем Porsche 911 S и Ford Capri. Свой лучший результат на чемпионате мира она добилась вместе с Вилли Зандерсом на Porsche 911 S в гонке 1000 км Спа в сезоне 1968 года. Они оба закончили гонку на третьем месте в классе GT2.0 и на 15-м месте в абсолютном зачёте.
В то же время она также участвовала в чемпионате Европы по кузовным гонкам. С сезонов 1964 по 1966 годов она начинала там во 2-м классе или 1-м дивизионе на DKW F 11, в сезоне 1969 года на Alpina-BMW 2002 и в сезоне 1970 года на Ford Capri 2300 GT в качестве заводского водителя Ford в 3-м дивизионе. На 4-часовой гонке в Монце в сезоне 1970 года она заняла второе место вместе с Манфредом Мором.
Одним из их совместных величайших успехов стала победа в абсолютном зачёте в сезоне 1969 года с Рюдигером Фальцем на Alpina-BMW 2002 TI на 24-часовой гонке на выносливость на Нюрбургринге, предшественнице гонки 24 часа Нюрбургринга.

### Ралли
Ханнелора Вернер участвовала в Ралли Монте-Карло в 1970 и 1971 годах вместе со своим штурманом Одой Денкер-Андерсеном на BMW TI 2002. В дебютной гонке заняла четвёртое место в классе 2/3 и 31 место в абсолютном зачёте. На следующей гонке улучшила свой результат. Она выиграла женский зачет, заняла второе место в классе 2/5 и 17-е место в абсолютном зачёте.

### Формульные гонки
В конце 1960-х годов дебютировала в формульных гонках. Там она первоначально выступала в Формуле V 1300. С 1970 года выступала в Формуле-2 и Формуле-3 за команду Eifelland Caravans Гюнтера Хеннеричи, за которым она была замужем с 1979 года до его смерти в 2000 году. 
С сезона 1970 по сезон 1972 года выступала в Чемпионате Европы Формулы-2. В дебютном сезоне она выступала на March 702, а в последующие два сезона — на March 712M и March 722. Её самым большим успехом в Формуле-2 стало второе место после Ксавье Перро на Гран-при Германии AvD в сезоне 1970 года, который проходил на Нюрбургринге.
Параллельно с Формулой-2 участвовала в различных гонках Формулы-3 в Германии и Европе. В сезоне 1970 года участвовала во Французской Формуле-3 на машине March 703 и в Британской Формуле-3 в сезоне 1971 года. Она стартовала в гонке ADAC Prize Formula 3 в 1971 году на машине March 713 M. После победы в гонке на аэродроме Хоэнлохер в Нидерштеттене, второго места в гонке на аэродроме Маркгрефлер в Бремгартене и трёх других мест в первой десятке заняла пятое место в чемпионате.
В 1973 году ушла из профессионального автоспорта. Несколько лет жила в месте паломничества Санкт-Йост недалеко от Лангенфельда и владела небольшим рестораном. Затем она переехала в Бос, недалеко от Нюрбургринга. У неё двое сыновей и дочь.